# Четыркин, Всеволод Александрович
Всеволод Александрович Четыркин (23 ноября 1908 года, Рязань, Российская империя — 18 июня 1981 года, село Лесное, Бийский район, Алтайский край) — директор совхоза «Лесной» Бийского района Алтайского края. Герой Социалистического Труда (1966).

## Биография
Родился в 1908 году в Рязани. Позднее вместе с родителями переехал в Минусинск Енисейской губернии. Окончил местную школу и в 1929 году — сельскохозяйственный техникум. Трудился на рабочим 1-й Московской экспериментальной ферме пушных зверей. С 1930 года проживал на Дальнем Востоке. С 1938 года — рабочий в Красноярском зверосовхозе в селе Еловое Красноярского края.
В 1942 году призван в Красную Армию. Воевал пулемётчиком 1-й роты 78-й отдельной стрелковой Сталинской добровольческой бригады сибиряков-красноармейцев (позднее — 6-й Стрелковый добровольческий корпус). Во время из одного боёв в Смоленской области получил ранение. В августе 1943 был комиссован и отправился в Алтайский край, где трудился в краевой заготконторе «Заготживсырьё».
С 1955 года трудился рабочим, старшим зоотехником в совхозе «Бийский» (с мая 1959 года — совхоз «Лесной») Алтайского края. В 1958 года назначен директором этого же совхоза.
Вывел совхоз в число крупнейших предприятий страны по разведению пушных зверей. Под его руководством совхоз стал рентабельным предприятием и первым в Сибири получил почётное звание «Коллектив коммунистического труда». Указом Президиума Верховного Совета СССР от 22 марта 1966 года удостоен звания Героя Социалистического Труда за «достигнутые успехи в развитии животноводства, увеличении производства и заготовок мяса, молока, яиц, шерсти и другой продукции» с вручением ордена Ленина и золотой медали «Серп и Молот».
Этим же Указом звание Героя Социалистического Труда получила труженица совхоза доярка Матрёна Андреевна Самойленко.
В 1970 году совхоз за выдающиеся трудовые показатели был удостоен Ленинской юбилейной Почётной Грамоты ЦК КПСС.
В 1970 году вышел на пенсию. Проживал в селе Лесное Бийского района. Умер в июне 1981 года. Похоронен на местном сельском кладбище.
Награды
- Герой Социалистического Труда
- Орден Ленина
- Орден Трудового Красного Знамени (08.09.1945)